# Warren Shouldice
Warren Shouldice (Calgary, 1 april 1983) is een Canadese freestyleskiër. Hij vertegenwoordigde zijn vaderland op de Olympische Winterspelen 2006 in Turijn en op de Olympische Winterspelen 2010 in Vancouver.

## Carrière
Bij zijn wereldbekerdebuut, in januari 2003 in Mont Tremblant, scoorde Shouldice direct wereldbekerpunten, vijf dagen na zijn debuut behaalde hij in Lake Placid zijn eerste toptienklassering. In januari 2004 stond hij in Mont Tremblant voor de eerste maal in zijn carrière op het podium van een wereldbekerwedstrijd. Eind 2005 boekte de Canadees in Changchun zijn eerste wereldbekerzege.
Shouldice nam driemaal deel aan de wereldkampioenschappen freestyleskiën. Op de wereldkampioenschappen freestyleskiën 2009 in Inawashiro sleepte hij de bronzen medaille in de wacht op het onderdeel aerials. In Deer Valley nam de Canadees deel aan de wereldkampioenschappen freestyleskiën 2011, op dit toernooi werd hij wereldkampioen aerials.
Shouldice nam tweemaal deel aan de Olympische Winterspelen. Tijdens de Olympische Winterspelen van 2006 in Turijn eindigde hij op de zesde plaats, vier jaar later eindigde hij op de tiende plaats.

## Resultaten

### Olympische Spelen
| Jaar | Plaats    | Resultaten  |
| ---- | --------- | ----------- |
| 2006 | Turijn    | 6e Aerials  |
| 2010 | Vancouver | 10e Aerials |

### Wereldkampioenschappen
| Jaar | Plaats      | Resultaten |
| ---- | ----------- | ---------- |
| 2005 | Ruka        | 9e Aerials |
| 2009 | Inawashiro  | Aerials    |
| 2011 | Deer Valley | Aerials    |

### Wereldbeker

#### Eindklasseringen
| Seizoen   | Algm | AE    |
| --------- | ---- | ----- |
| 2002/2003 | -    | 13e   |
| 2003/2004 | 56e  | 18e   |
| 2004/2005 | 22e  | 10e   |
| 2005/2006 | 9e   | Brons |
| 2007/2008 | 22e  | 6e    |
| 2008/2009 | 34e  | 12e   |
| 2009/2010 | 24e  | 8e    |
| 2010/2011 | 13e  | 5e    |

#### Wereldbekerzeges
| Datum            | Plaats    | Discipline |
| ---------------- | --------- | ---------- |
| 16 december 2005 | Changchun | Aerials    |
| 29 januari 2011  | Calgary   | Aerials    |